# Castillo del Ferral
El Castillo del Ferral (llamado también Castro Ferral), está situado en Sierra Morena, en el término municipal de Santa Elena, en el puerto del Muradal o de La Losa (Jaén), paso histórico entre Andalucía y La Mancha. Su nombre en las crónicas árabes es Hisn el 'Iqáb. Está declarado Bien de Interés Cultural, conforme al decreto de 22 de abril de 1949.

## Descripción
Se trata actualmente de un yacimiento arqueológico bastante complejo, con vestigios de fortificación en tierra, tapial y mampuesto. Existen restos de muros y torres en sus lados oeste y sur-oeste, con un núcleo central de cal y arena, de 1,65 m de anchura, y ligeros vestigios de un aljibe. Algunos autores datan la parte más antigua (la de tierra), con anterioridad al período almohade.

## Historia
Con frecuencia se confunde este castillo con el de las Navas de Tolosa, incluso desde épocas antiguas aunque se trata de dos fortalezas diferentes. Esta confusión puede derivar del hecho de que, en vísperas de la batalla de las Navas de Tolosa, esta fortaleza del Ferral fue abandonada por sus defensores almohades ante el avance cristiano.
La primera referencia histórica sobre este castillo, data de 1169, cuando fue conquistado por la Orden de Calatrava, aunque luego volviera a manos musulmanas.